# Frédéric Gonçalves
Pour les articles homonymes, voir Gonçalves.
Frédéric Gonçalves, né le 6 mars 1982 à Paris, est un joueur puis entraîneur français de football.

## Biographie
Frédéric Gonçalves naît le 6 mars 1982 à Paris.

### Carrière de joueur
Frédéric Gonçalves connaît une carrière de joueur au niveau régional en Île-de-France au FC Versailles 78, au Paris 13 Atletico, au CA Paris et au Lusitanos Saint-Maur ; il joue aux postes de défenseur central et de milieu défensif. Il est notamment victime d'une rupture des ligaments croisés en 2011.

### Carrière d'entraîneur
Frédéric Gonçalves devient en 2014 éducateur dans trois clubs franciliens en parallèle, les Petits Anges en moins de 9-10 ans, le Paris Alésia en moins de 13 ans, et les Lusitanos Saint-Maur en moins de 19 ans.
Il entraîne les moins de 19 ans du FCF Juvisy de 2015 à 2017, la VGA Saint-Maur de 2017 à 2018, les moins de 19 ans du Thonon Évian Grand Genève de 2018 à 2019, l'AC Paris 15 de 2019 à 2020. Il prend en main les féminines du Havre AC en 2021, où il reste deux saisons. En 2023, il prend le rôle de sélectionneur de l'équipe d'Haïti féminine de football,.
En juillet 2024, il devient entraîneur de l'équipe féminine de l'Olympique de Marseille.

## Palmarès d'entraîneur
- Champion de France de deuxième division en 2025 avec l'Olympique de Marseille